# Brief van paus Paulus VI aan de Rode Brigades

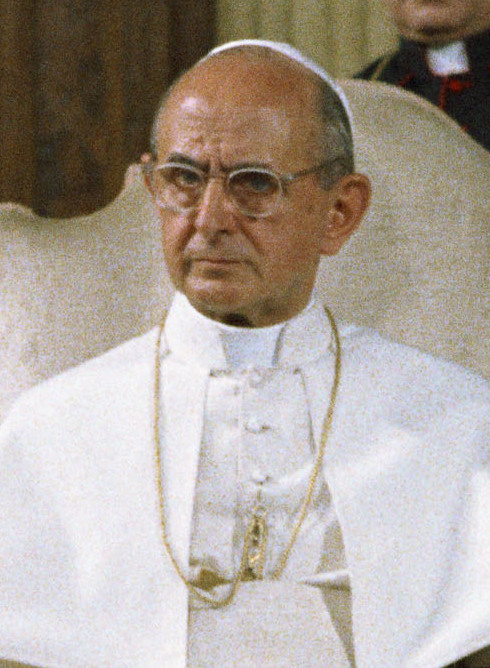
Paus Paulus VI

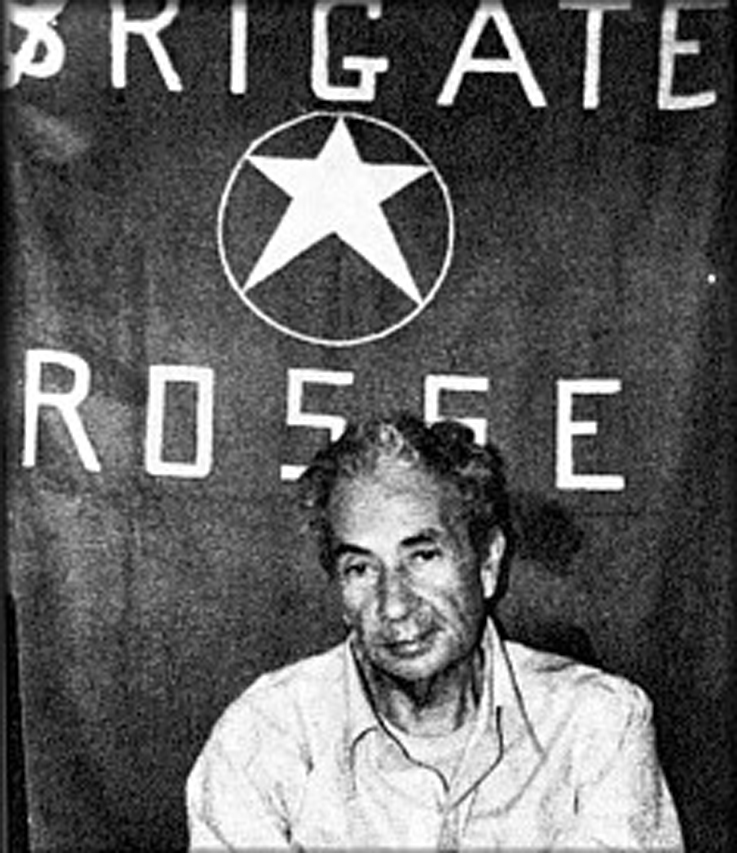
Aldo Moro, gevangene van de Rode Brigades

De brief van paus Paulus VI aan de Rode Brigades was een open brief die paus Paulus VI schreef aan de Rode Brigades, een Italiaanse communistische terroristische organisatie die in 1970 door enkele studenten was opgericht. Paulus VI (Giovanni Battista Montini) schreef de brief naar aanleiding van de ontvoering van de christendemocratische politicus en oud-premier Aldo Moro. Deze werd op 16 maart 1978 door de Brigades ontvoerd. Als losgeld eisten de Brigades vrijlating van enkele geestverwanten die in Italiaanse gevangenissen waren opgesloten.

## Vriendschap
Paus Paulus VI (1897-1978) en Aldo Moro (1916-1978) waren persoonlijk zeer bevriend. Ze hadden elkaar leren kennen in Moro's studententijd, toen Montini moderator was van de Italiaanse katholieke studentenbond. Moro was van 1963 tot 1968 eerste minister van Italië en was daarnaast actief in de christelijke politiek en het katholiek verenigingsleven. Het begin van zijn regering viel vrijwel samen met dat van het pontificaat van paus Montini.

## De brief
Paus Paulus schreef zijn open brief ("ik ken u niet, en ik weet niet hoe anders u te bereiken") op 21 april 1978. In de brief deed hij een oproep om Moro "zijn vrijheid terug te geven en hem te doen terugkeren naar zijn familie en naar zijn eerzame leven". Paulus schreef dat hij de vrijheid van Moro niet kan afdwingen, anders dan op grond van zijn vriendschap met deze man, die hij nog kent uit zijn studententijd en als een heel bijzonder broeder in het geloof. Hij noemde de gijzelnemers "onbekende en onverzoenlijke tegenstanders" en smeekte hen "op de knieën" om Moro "zonder voorwaarden" vrij te laten, niet omdat hij dat vraagt, maar op grond daarvan dat Moro "een waardig broeder van de mensheid is" en omdat "werkelijke sociale vooruitgang niet gekleurd mag worden door onschuldig bloed, noch afgedwongen mag worden door onnodige pijn". De paus besloot zijn oproep met de bede dat in de "zielen van de Rode Brigades een zegevierend gevoel van menselijkheid heerst".

## Vervolg
Paulus VI sorteerde geen effect met deze brief. Moro's lichaam werd op 9 mei in Rome gevonden in een geparkeerde Renault 4. De brief van Paulus ontmoette kritiek van vele Italianen, die de toonzetting ervan te mild vonden ten opzichte van de Brigades. Hij ging voor in de requiemmis die voor Moro in de Sint-Jan van Lateranen werd gehouden. Hij hield een gedenkwaardige preek, waarin hij, haast als in een gesprek met God, onder andere het volgende zei:

En nu willen onze lippen, die gesloten zijn als door een enorm obstakel, vergelijkbaar met de grote steen voor de ingang van het graf van Christus, zich openen om het De Profundis uit te spreken, te schreeuwen, te huilen: de onuitsprekelijke pijn waarmee deze tragedie onze stem verstikt. Mijn God, luister naar ons, en wie zou er beter kunnen luisteren naar onze klacht dan U, o, God van het leven en van de dood? U heeft niet geantwoord op onze smeekbede om de veiligheid van Aldo Moro, van deze goede, milde, wijze en onschuldige man, en vriend.

Het zou een van de laatste publieke optredens zijn van deze paus.